# Adiantum orbignyanum
Adiantum orbignyanum là một loài thực vật có mạch trong họ Adiantaceae. Loài này được Kuhn miêu tả khoa học đầu tiên năm 1869.